# John C. Slater
John C. Slater   (Oak Park, 22 de desembre de 1900 - Sanibel, 25 de juliol de 1976)  John Clarke Slater  fou un important físic i químic teòric estatunidenc, que va avançar la teoria de l'estructura electrònica d'àtoms, molècules i sòlids. També va fer importants contribucions a l'electrònica de microones.
Va obtenir el seu doctorat en física de la Universitat Harvard a 1923, va continuar els seus estudis a la Universitat de Cambridge, i va tornar a Harvard. Impartir classe de física entre 1930 i 1966 a l'Institut de Tecnologia de Massachusetts.
El 1950, Slater va fundar el Solid State and Molecular Theory Group (SSMTG) dins del departament de física. L'any següent, va renunciar a la presidència del departament i va passar un any al Brookhaven National Laboratory de la Comissió d'Energia Atòmica. Va ser nomenat Professor de Física de l'Institut i va continuar dirigint el treball a la SSMTG fins que es va retirar del MIT el 1965, a l'edat de jubilació obligatòria de 65 anys.
Després es va incorporar al Projecte de Teoria Quàntica de la Universitat de Florida com a professor d'investigació, on l'edat de jubilació li va permetre treballar cinc anys més. El SSMTG ha estat considerat com el precursor del Centre de Ciència i Enginyeria de Materials (CMSE) del MIT. La seva autobiografia científica i tres entrevistes presenten les seves opinions sobre la recerca, l'educació i el paper de la ciència en la societat.
Slater és reconegut per al càlcul de funcions matemàtiques que descriuen orbitals atòmics. Aquestes funcions es coneixen actualment com orbitals de tipus Slater. També són d'ús comú en química quàntica el determinants de Slater, per a l'antisimetritzat de les funcions d'ona.
Slater va ser nominat al Premi Nobel, tant de física com de química, diverses vegades.